# Expert-comptable en Suisse
En Suisse, l'expert-comptable vérifie les comptes annuels de l'entreprise qui le mandate ou qui l'emploie. 

## Explication
Ses tâches principales comprennent la planification du travail de révision, la vérification des comptes annuels, l'analyse de bilan et la rédaction de rapport. Dès le 1er janvier 2007, la profession a été redéfinie par la loi fédérale sur la surveillance de la révision (LSR) qui préfère le terme de réviseur à celui d'expert-comptable et prescrit que toute personne révisant les comptes de sociétés suisses doit détenir un agrément délivrée par l'Autorité fédérale de surveillance en matière de révision (ASR).

## Formation
Il existe plusieurs formations menant à l'agrément autorisant son détenteur à réviser les comptes des sociétés suisses. C'est l'Autorité fédérale de surveillance en matière de révision (ASR) qui a seule l'autorité de décerner les agréments aux personnes physiques et aux entreprises de révision (fiduciaires) sur la base de la formation suivie et de l'expérience professionnelle accumulée dans le domaine de la révision des comptes.

## Règles de la profession
Les règles de la profession sont décrites dans la norme sur le contrôle restreint (CR) et les Manuels suisses d'audit (MSA). Il s'agit en particulier du respect des principes d'indépendance, d'intégrité, d'objectivité, de confidentialité et d'éthique.